# Esplanaden
 Ikke at forveksle med Esplanaden (Riga).
Esplanaden er en gade i Indre By i København. Den går fra Store Kongensgade og langs sydsiden af fæstningsanlægget Kastellet og Churchillparken til Nordre Toldbod ved havnekanten og passerer Bornholmsgade, Grønningen, Bredgade og Amaliegade undervejs. Gaden udgør den nordvestlige grænse for kvarteret Frederiksstaden.
Gaden er bedst kendt for at lægge adresse til hovedkvarteret for A.P. Møller - Mærsk, verdens største shippingvirksomhed, der ligger for enden af gaden, ud mod havnen. I danske medier og daglig tale bruges gadenavnet ofte som et synonym for virksomhedens topledelse.

## Historie
Gaden ligger på Kastellets tidligere esplanade. Gaden hed tidligere Toldbodvej og var skabt som en adgangsvej til toldboden ved Nordre Toldbod. Her supplerede den Toldbodgade, der ligger langs havnekanten.
I 1780'erne blev der etableret et område med 3.000 træer fra Jægersborg Dyrehave mellem enden af Bredgade og havnekanten lidt for Toldbodgade, og det blev hurtigt populært at promenere her. På samme tid begyndte de første huse at dukke op langs sydsiden af Toldbodvej. Området skiftede dog karakter med anlæggelsen af portanlægget ved Nordre Toldbod i 1868, Det Kongelige Søkort-Arkiv i 1873 og senere Frihedsmuseet.
21. oktober 1885 blev daværende konseilspræsident Jacob Brønnum Scavenius Estrup udsat for et mislykket attentatforsøg udfor nr. 34 af Julius Rasmussen.
I det 19. århundrede havde gardehusarerne kaserne i begyndelsen af gaden, først på den nordlige side og senere også i en bygning på sydsiden. Kasernen blev revet ned omkring 1900 og området bebygget i forbindelse med en omlægning af Grønningen. 29. juni 1903 blev der vedtaget en plan for området mellem Toldbodvej, Grønningen og Store Kongensgade, hvor der anlagdes fire små gader med navne fra Bornholm.
Toldbodvej blev omdøbt til Esplanaden i 1953.

## Kendte bygninger og beboere
Flere af gadens bygninger blev tegnet af Andreas Hallander, herunder de to bygninger på hjørnet af Amaliegade, nr. 46 fra 1791 (Nepals ambassade) og nr. 48 fra 1789, der begge er fredede. Nr. 6 fra 1785 blev tegnet af Andreas Kirkerup.
Nr. 15 blev fuldført i 1850 i neoklassisk stil af Gustav Friedrich Hetsch. Den huser nu A.P. Møller og Hustru Chastine Mc-Kinney Møllers Fond til almene Formaal. Bertelsen & Scheving fuldførte en omfattende renovering af bygningen i 2013. Nr. 19 blev tegnet af Vilhelm Petersen og bygget i 1872-1873. Den husede oprindeligt Det Kongelige Søkort-Arkiv og Danmarks Meteorologiske Institut.
Restaurant Lumskebugten blev etableret i nummer 21 i 1854.